# Прямо в ад
«Прямо в ад» (англ. Straight to Hell) — фильм 1987 года, режиссёра Алекса Кокса с участием фронтмена «The Clash» Джо Страммера (по его одноимённой песне и назван фильм), Кортни Лав, Дика Руда, Сай Ричардсона, Денниса Хоппера, Элвиса Костелло, Джима Джармуша, участников групп The Pogues и Circle Jerks.
Фильм часто рассматривается как пародия на спагетти-вестерны, хотя является скорее данью уважения жанру. Как и ряд других фильмов Кокса, «Прямо в ад» был не понят большинством зрителей, но после получил статус культового, во многом благодаря участвовавшим в нём известным личностям.

## Сюжет
В фильме рассказывается о трёх неудачливых киллерах (Страммер, Руд и Ричардсон), которые грабят банк и бегут в Мексику, чтобы избежать гнева своего босса (Джармуш). Они попадают в город-призрак, где их преследуют кофе-зависимые ковбои, что неизбежно ведёт к кровавой бойне в конце. В итоге почти все главные герои были убиты, фильм заканчивается анонсом сиквела под названием «Обратно в ад» (это небольшой документальный фильм, не шедший в кинотеатрах, в нём участники проекта вспоминают о его создании).

## Создание
Коксу удалось собрать всех музыкантов, режиссёров и актёров в провинции Альмера, в Испании. Сценарий он писал вместе с исполнителем одной из главных ролей Диком Рудом. Весь фильм был снят за четыре недели.

## Приём
В основном фильм получил негативные отзывы критиков, по системе рейтингов Американской киноассоциации ему была присвоена категория «R» за сцены насилие и язык. Последнее стало для производителей сюрпризом, ведь любое сквернословие в языке героев всячески избегалось, и даже слово «ад» появилось только один раз — в титрах.

## Саундтрек к фильму
В основном, песни исполняют музыканты, игравшие в фильме — группа «The Pogues» и Джо Страммер.
Список композиций:
1. «The Good, the Bad and the Ugly» (автор Эннио Морриконе) в исполнении «The Pogues».
2. «Rake At The Gates Of Hell» (автор Шейн Макгован) в исполнении «The Pogues».
3. «If I Should Fall from Grace with God» (автор Шейн Макгован) в исполнении «The Pogues».
4. «Rabinga» (автор Шейн Макгован) в исполнении «The Pogues».
5. «Evil Darling» (автор Джо Страммер) в исполнении Джо Страммера.
6. «Big Nothing» (автор МакМанус) в исполнении «The Macmanus Gang».
7. «Money, Guns And Coffe» (автор Дэн Вул) в исполнении «Pray For Rain».
8. «Ambush At the Mystery Rock» (автор Джо Страммер) в исполнении Джо Страммера.
9. «Salsa Y Ketchup» (авторы Зандер Шлосс, Мигель Сандовал и Джо Страммер) в исполнении Зандера Шлосса.
10. «The Killers (Main Title Theme)» (автор Дэн Вул) в исполнении «Pray For Rain».
11. «Danny Boy» в исполнении «The Pogues» и Кейт О’Риордан.